# Библиотека „Класическо наследство“
Библиотека „Класическо наследство“ е поредица от философски книги, издавана от Университетското издателство „Св. Климент Охридски“ на Софийския университет.
Издавана е под редакцията на проф. Исак Паси. Съдържа произведения на водещи философи като Шопенхауер, Цицерон, Бердяев, Киргекор, Ортега-и-Гасет, Екхарт и други. В нея са включени и произведения на 3 психолози – Зигмунд Фройд, Густав Льо Бон и Карл Густав Юнг.

## Библотека
- 1. Артур Шопенхауер, „Афоризми за житейската мъдрост“, 1991
- 2. Зигмунд Фройд, „Естетика, изкуство, литература“, 1991
- 3. Блез Паскал, „Писма до един провинциал“, 1992
- 4. Имануел Кант, „Антропология от прагматично гледище“, 1992
- 5. Цицерон, „За оратора“, 1992
- 6. Николай Бердяев, „За робството и свободата на човека“, 1992
- 7. Фридрих Ницше, „Несвоевременни размишления“, 1992
- 8. Николай Бердяев, „Мирогледът на Достоевски“, 1992
- 9. Сьорен Киркегор, „Върху понятието за ирония“, 1993
- 10. Хосе Ортега-и-Гасет, „Есета I том“, 1993
- 11. Хосе Ортега-и-Гасет, „Есета II том“, 1993
- 12. Хосе Ортега-и-Гасет, „Бунтът на масите“, 1993
- 13. Дмитрий Мережковски, „Вечните спътници“, 1993
- 14. Лев Шестов, „Достоевски и Ницше. Киркегор и екзистенциалната философия“, 1993
- 15. Николай Бердяев, „Предназначението на човека“, 1993
- 16. Фридрих Ницше, „Веселата наука“, 1994
- 17. Лев Толстой, „Що е изкуство?“, 1994
- 18. Николай Бердяев, „Смисълът на творчеството“, 1994
- 19. Густав Льобон, „Психология на тълпите“, 1995
- 20. Мигел де Унамуно, „I том“, 1995
- 21. Мигел де Унамуно, „II том“, 1995
- 22. Мигел де Унамуно, „III том“, 1995
- 23. Карл Густав Юнг, „Психологически типове“, 1995
- 24. Майстер Екхарт, „Проповеди и трактати“, 1995
- 25. Николай Бердяев, „Философия на свободата“, 1996
- 26. Анри Бергсон, „Творческата еволюция“, 1996
- 27. Лев Шестов, „На везните на Йов“, 1996
- 28. Артур Шопенхауер, „Светът като воля и представа, том 1“, 1997
- 28. Артур Шопенхауер, „Светът като воля и представа, том 2“, 2000
- 29. Фридрих Ницше, „Зазоряване“, 1997
- 30. Томас Карлайл, „Героите, преклонението пред героите и героичното в историята“, 1997